# Epizeuxis
Epizeuxis (z řeckého epizeuxis – připojení) je básnická figura, která je založena na opakování stejného slova nebo slovních spojení za sebou v jednom verši. Používá se rovněž v rétorice.

## Příklady
Jenom ne strach jen žádný strach.
takovou fugu nezahrál sám Sebastián Bach
co my tu zahrajem až přijde čas až přijde čas
(František Halas, Praze, sbírka Torzo naděje)
Zvoní zvoní zrady zvon zrady zvon
Čí ruce ho rozhoupaly
Francie sladká hrdý Albion
a my jsme je milovali
(František Halas, Zpěv úzkosti, sbírka Torzo naděje)